# Bill Johnson (football américain)
Pour les articles homonymes, voir Bill Johnson et Johnson.
(en) Statistiques sur pro-football-reference
William Levi Johnson Sr, né le 14 septembre 1926 à Tyler au Texas et mort le 7 janvier 2011 à Fort Myers en Floride, est un joueur et entraineur américain de football américain.

## Carrière

### Joueur
Faisant ses études dans son État natal du Texas, Johnson joue pour les Aggies de Texas A&M. 
Il est sélectionné lors du Draft 1948 au onzième tour en 289 position globale par la franchise des 49ers de San Francisco. Il débute lors de cette même année mais ne joue que cinq matchs. La saison suivante, il participe à douze matchs dont dix comme titulaire réussant un retour d'interception de 16 yards.
Dès 1946, il ne débute plus aucun match comme titulaire se contentant d'entrées en jeu. Il est néanmoins sélectionné pour les Pro Bowls 1952 et 1953.
Il prend sa retraite après la saison 1956, totalisant 95 matchs au plus haut niveau.

### Entraineur
En 1968, il devient entraineur de la ligne offensive des Bengals de Cincinnati. Il reste huit saisons à ce poste avant de succéder comme entraîneur principal à Paul Brown. Il fait une très bonne première saison obtenant un bilan final de 10 victoires pour 4 défaites mais l'équipe est classée seconde de la conférence dépassés par les Steelers de Pittsburgh à la suite des confrontations directes.
En 1977, il n'améliore pas ce classement terminant à nouveau second avec un bilan de 8-6. Il est remercié lors de la saison 1978 alors que son équipe avait un bilan provisoire de 0-5. Il est remplacé par Homer Rice.